# Anke Olschewski
Anke Olschewski (* 7. März 1962 in Staffel) ist eine deutsche Tischtennisspielerin. Ihre größten Erfolge erzielte sie in den 1980er Jahren, als sie fünfmal die Deutsche Meisterschaft im Doppel gewann.

## Jugendbereich
Als Zehnjährige begann Anke Olschewski mit dem Tischtennissport. 1971 trat sie dem Verein TTC Grün-Weiß Staffel – heute ein Ortsteil von Limburg an der Lahn – bei, 1978 wechselte sie zum Bundesligaverein FTG Frankfurt.
Im Jahr 1976 stellten sich die ersten Erfolge ein: Sie gewann die deutsche Schülermeisterschaft im Doppel (mit Cornelia Frieser) und im Mixed (mit Markus Fischer). Im gleichen Jahr gewann sie das Bundesranglistenturnier TOP 12 der Schüler. 1977 und 1979 siegte sie bei den Internationalen Deutschen Meisterschaften im Doppel (mit Monika Sedlmair bzw. Sabine Wenzel). 1979 wurde sie Nationale Deutsche Jugendmeisterin im Einzel und im Doppel (mit Heike Hasslinger).

## Erwachsenenbereich
Bis 1989 gehörte Olschewski zu den Leistungsträgern der Damen-Bundesligamannschaft von FTG Frankfurt, mit der sie 1986 und 1987 Deutscher Meister wurde. Nach ihrer Heirat 1985 trat sie unter dem Namen Anke Schreiber auf. Fünfmal gewann sie – jeweils mit Susanne Wenzel – die Deutsche Meisterschaft im Doppel: 1983, 1984, 1985, 1987 und 1988, die Vizemeisterschaft gewann sie mit der gleichen Partnerin 1981, 1982, 1986 und 1989, 1990 noch einmal mit Andrea Lieder. 1989 gewann sie mit Jörg Roßkopf den Mixedwettbewerb.
1983 und 1984 wurde sie Zweite beim Bundesranglistenturnier TOP 12, jeweils hinter Susanne Wenzel.
1981 vertrat sie Deutschland bei der Weltmeisterschaft. Bei der Europameisterschaft 1982 holte sie mit der deutschen Damenmannschaft Silber. Zur WM 1983 wurde sie wegen „mangelnder internationaler Perspektive“ nicht nominiert, Andrea Ullmann erhielt den Vorzug. Zur WM 1985 wurde sie wieder eingeladen.
Zwischen 1980 und 1986 bestritt Olschewski 26 Länderspiele. Nach der Europameisterschaft 1986 erklärte sie ihren Rücktritt aus der Nationalmannschaft.
1989 wechselte sie zu TuS Jahn Soest, 1992 zu TuS Glane. 1994 kehrte sie zu ihrem Heimatverein TTTC Grün Weiß Staffel zurück, wo sie in der 2. Bundesliga spielte.
Anke Schreiber wurde 1984 und 1986 mit dem Fair-Play-Pokal des Swaythling Club International geehrt.

## Funktionärstätigkeiten
Ab September 1987 fungierte Olschewski als Referentin für Leistungssport beim DTTB. Im September 1999 wurde sie Vizepräsidentin mit besonderer Aufgabenstellung. Sie war die erste Frau im DTTB-Präsidium.
Von 1993 bis 2003 übernahm Olschewski ehrenamtlich Funktionärstätigkeiten im Vorstand des Hessischen Tischtennis-Verbandes HTTV und im DTTB. Im HTTV war sie von 1994 bis 1997 Vizepräsidentin, danach bis 2003 Präsidentin. Am 24. Mai 2003 verlor sie beim 34. HTTV-Verbandstag eine Kampfabstimmung um das Präsidentenamt gegen Norbert Englisch mit 50:55 Stimmen.

## Privat
Olschewski studierte an der Universität Frankfurt Sportwissenschaft mit den Nebenfächern Sportmedizin und pädagogische Psychologie und schloss hier mit dem „Magister“ ab. 1985 heiratete sie Dieter Schreiber, den Trainer von FTG Frankfurt. Sie ist Gesellschafterin einer Immobilienfirma in Limburg. Heute lebt sie in Hadamar.

## Turnierergebnisse
| Verband | Veranstaltung       | Jahr | Ort      | Land | Einzel    | Doppel | Mixed     | Team |
| ------- | ------------------- | ---- | -------- | ---- | --------- | ------ | --------- | ---- |
| FRG     | Europameisterschaft | 1982 | Budapest | HUN  |           |        |           | 2    |
| FRG     | Weltmeisterschaft   | 1985 | Göteborg | SWE  | letzte 64 | Qual   | letzte 64 | 14   |
| FRG     | Weltmeisterschaft   | 1981 | Novi Sad | YUG  | letzte 32 | Qual   | letzte 64 | 5    |